# Inès Boutaleb
Pour les articles homonymes, voir Boutaleb.
Inès Boutaleb (en arabe : إيناس بوطالب), née le 8 novembre 1998 à Vénissieux est une footballeuse internationale algérienne. Elle évolue au poste d’attaquante au Football Club de Metz.

## Biographie
Inès Boutaleb commence le football avec les garçons à l'âge de 8 ans. Elle intègre ensuite le centre de formation de l'Olympique Lyonnais où elle évolue pendant sept ans. Elle fait sa première apparition en D1 féminine lors de la saison 2015-2016, à l'âge de dix-sept ans.
Elle rejoint ensuite l'Olympique de Marseille, où elle va disputer sept matchs en D1 lors de la saison 2016-2017.
Intéressée par le projet du Grenoble Foot 38, elle rejoint le club isérois pour la saison 2017-2018 en D2 féminine.
Lors de l'été 2018, elle rejoint Croix de Savoie Ambilly, qui devient l'année suivante le Thonon Évian Grand Genève FC.
Après trois saisons passé au club, en juin 2021 elle signe en faveur du FC Metz, en D2 féminine.

### Carrière en sélection
Sélectionnée en équipe de France des U17 aux U20, Inès Boutaleb participe à l'Euro U17 en 2015 et atteint notamment les demi-finales.
En novembre 2018, elle est appelée pour la première fois en équipe d'Algérie par la sélectionneuse Radia Fertoul pour participer à la phase finale de la Coupe d'Afrique des nations organisée au Ghana,. Le 10 novembre, elle honore sa première sélection contre la Côte d'Ivoire, lors d'un match amical, dans le cadre de la préparation au tournoi continental,. Lors de cette compétition, elle dispute les trois matchs. L'Algérie est éliminé dès le premier tour avec trois défaites.
Elle participe également aux éliminatoires pour les Jeux Olympiques 2020 de Tokyo.

## Statistiques

### Statistiques détaillées
| Saison                | Club                    | Championnat           | Championnat | Championnat | Coupe(s) nationale(s) | Coupe(s) nationale(s) | Algérie | Algérie | Total | Total |
| Saison                | Club                    | Division              | M.          | B.          | M.                    | B.                    | M.      | B.      | M.    | B.    |
| 2015-2016             | Olympique lyonnais      | Division 1            | 1           | 0           | -                     | -                     | -       | -       | 1     | 0     |
| 2016-2017             | Olympique de Marseille  | Division 1            | 7           | 0           | -                     | -                     | -       | -       | 7     | 0     |
| 2017-2018             | Grenoble Foot 38        | Division 2            | 13          | 4           | 2                     | 0                     | -       | -       | 15    | 4     |
| Sous-total            | Sous-total              | Sous-total            | 21          | 4           | 2                     | 0                     | -       | -       | 23    | 4     |
| 2018-2019             | Croix de Savoie Ambilly | Division 2            | 21          | 4           | 1                     | 0                     | 6       | 0       | 28    | 4     |
| 2019-2020             | Thonon Évian GGFC       | Division 2            | 11          | 2           | 1                     | 1                     | 2       | 0       | 14    | 3     |
| 2020-2021             | Thonon Évian GGFC       | Division 2            | 6           | 1           | -                     | -                     | -       | -       | 6     | 1     |
| Sous-total            | Sous-total              | Sous-total            | 38          | 7           | 2                     | 1                     | 8       | 0       | 48    | 8     |
| 2021-2022             | FC Metz                 | Division 2            | 12          | 0           | 1                     | 0                     | -       | -       | 13    | 0     |
| 2022-2023             | FC Metz                 | Division 2            | 18          | 4           | 2                     | 0                     | 2       | 0       | 22    | 4     |
| 2023-2024             | FC Metz                 | Division 2            | 12          | 1           | 0                     | 0                     | 6       | 5       | 18    | 6     |
| Sous-total            | Sous-total              | Sous-total            | 42          | 5           | 3                     | 0                     | 8       | 5       | 53    | 10    |
| Total sur la carrière | Total sur la carrière   | Total sur la carrière | 101         | 16          | 7                     | 1                     | 16      | 5       | 124   | 22    |

### En sélection

#### Matchs internationaux
Le tableau suivant liste les rencontres de l'équipe d'Algérie dans lesquelles Inès Boutaleb a été sélectionnée depuis le 10 novembre 2018 jusqu'à présent.

## Palmarès

### En club
Olympique lyonnais :
- Vainqueur de la Ligue des champions en 2016
- Vainqueur du Championnat de France en 2016
- Vainqueur de la Coupe de France en 2016